# Pösneck
Pösneck ist ein Ortsteil der Stadt Berga-Wünschendorf im Landkreis Greiz in Thüringen.

## Geografie
Pösneck liegt von Feldern und Wald umgeben nur 6 Kilometer nordöstlich von Wünschendorf/Elster entfernt. Gen Osten ist der Ort von einer leichten bewaldeten Etage zur höheren Ackerfläche gegen Ostwind geschützt. Über eine Ortsverbindungsstraße besteht Anschluss an das Umland.

## Geschichte

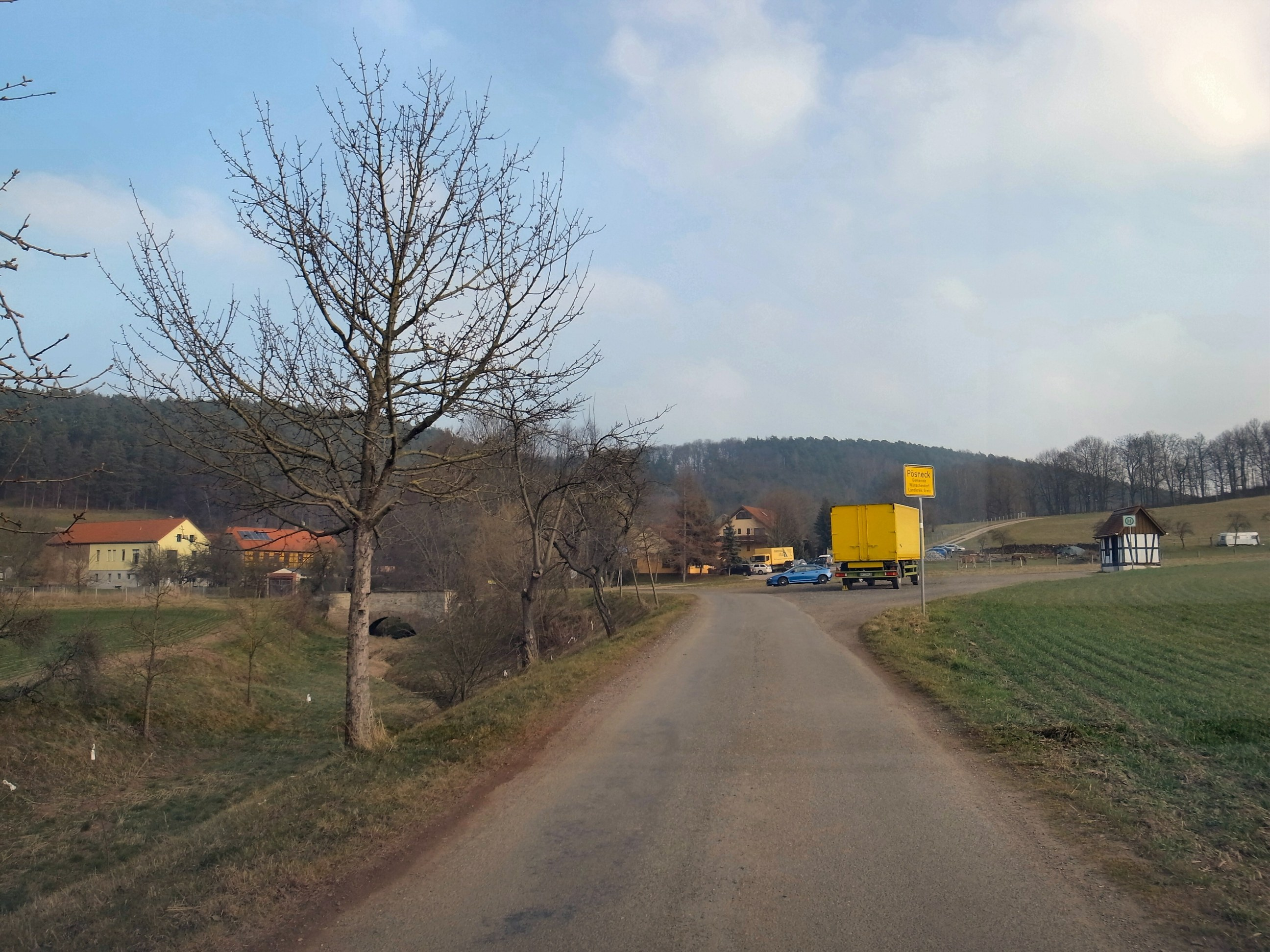
Ortseingang von Pösneck mit Buswendeschleife

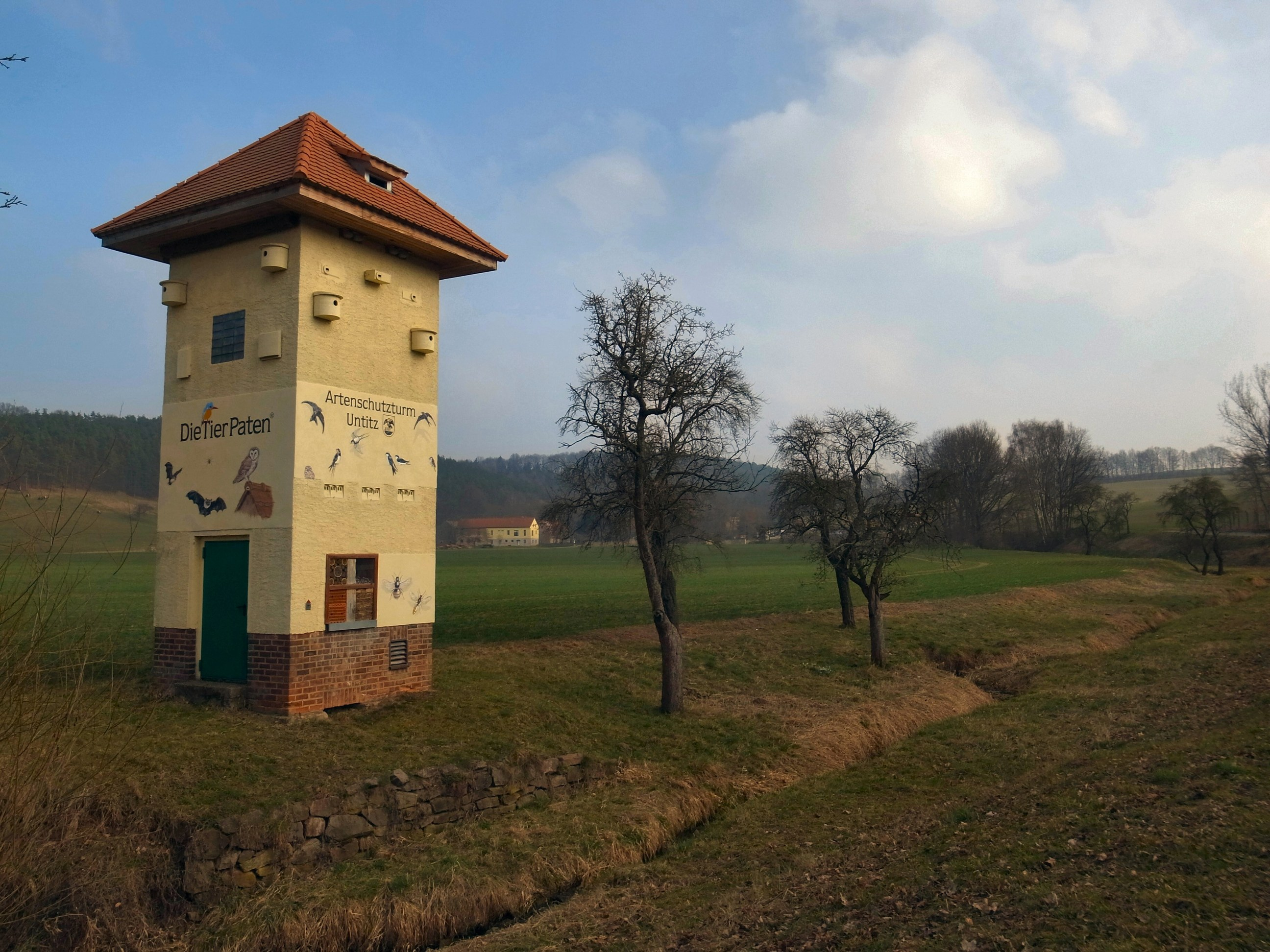
Artenschutzturm Untitz, im Hintergrund Pösneck

Am 4. Februar 1196 wurde der Weiler erstmals urkundlich genannt. Zwischen 1554 und 1928 gehörte der Ort als Teil der Exklave Ziegenhierdsches Ländchen zu Sachsen; er kam erst durch einen Gebietstausch im Jahr 1928 zu Thüringen. Pösneck wurde am 1. Juli 1950 nach Wünschendorf eingemeindet. 2024 kam der Ort mit Wünschendorf zur Stadt Berga-Wünschendorf.
Ein stillgelegter Trafoturm bei Pösneck wurde 2007 zum „Artenschutzturm“ umgestaltet, der Lebensraum für Vögel, Fledermäuse und Eidechsen bietet.